# Acquanetta
Acquanetta est une actrice américaine, née le 17 juillet 1921 à Cheyenne et morte le 16 août 2004 à Phoenix.
Mannequin, puis actrice de série B, elle est surtout connue pour avoir interprété la grande prêtresse Lea dans Tarzan et la Femme léopard (Tarzan and the Leopard Woman), sorti en 1946.

## Biographie

### Jeunesse
Burnu Acquanetta naît dans une réserve indienne du Wyoming. Sa mère fait partie de la tribu des Arapahos, son père est un métis Cherokee. Abandonnée par ses parents, elle est confiée à une famille de Norristown en Pennsylvanie. Ses parents adoptifs la renomment Mildred Davenport. Néanmoins, les auteurs de l'ouvrage Universal Horrors: The Studio's Classic Films, paru en 1990, recueillent le témoignage du cinéaste Edward Dmytryk, qui prête à Acquanetta des origines Afro-Américaines. À l'âge de 16 ans, elle s'installe à New York et se lance dans le mannequinat. Elle est engagée par l'agence d'Harry Conover,.

### Carrière cinématographique
Remarquée par un dénicheur de talents durant un séjour à Los Angeles, la jeune femme est recrutée par Universal Studios et entame une carrière d'actrice. Le studio lui invente des origines « exotiques » et la surnomme « The Venezuelan Volcano » (Le volcan Vénézuélien),. Durant les années 1940, elle tourne dans des films de série B. Dans La Femme gorille (Captive Wild Woman), réalisé en 1943 par Edward Dmytryk, Acquanetta interprète une femelle gorille transformée en femme par un scientifique. Le rôle étant muet, elle travaille son langage corporel afin de donner corps à son personnage. L'année suivante, elle tourne dans Jungle Woman du réalisateur Reginald Le Borg. Son rôle le plus connu est celui de la grande prêtresse Lea dans le film Tarzan et la Femme léopard (Tarzan and the Leopard Woman), sorti en 1946, qui lui vaut les éloges de la critique,. Au début des années 1950, Acquanetta apparaît dans le film de science-fiction Lost Continent et dans la comédie Callaway Went Thataway. L'actrice se sent enfermée dans les rôles stéréotypés que le studio lui propose et met fin à son contrat avec Universal.

### Autres activités
Installée à Mexico, Acquanetta devient ambassadrice de bonne volonté pour le président Franklin Delano Roosevelt. Elle s'établit ensuite en Arizona avec son 2d mari, qui dirige une concession automobile. Acquanetta apparaît dans des spots publicitaires pour la société de son époux et s'adonne à des activités philanthropiques. Elle participe notamment au financement de l'un des principaux centres hospitaliers d'Arizona, le Banner Mesa Medical Center,. Durant les années 1960, Acquanetta anime des émissions de radio diffusées à l'échelle locale, ainsi qu'un show télévisé intitulé Acqua’s Corner. Elle écrit un recueil de poésie, The Audible Silence, publié en 1974,.

### Vie privée
Un fils naît de son premier mariage, mais l'enfant meurt d'un cancer. L'actrice a quatre enfants avec son 2d mari. Le couple divorce au cours des années 1980.

## Filmographie

### Cinéma
- 1942 : Les Mille et Une Nuits (Arabian Nights) de John Rawlins : Ishya
- 1943 : Rhythm of the Islands de Roy William Neill : Luani
- 1943 : La Femme gorille (Captive Wild Woman) d'Edward Dmytryk : Paula Dupree
- 1944 : L'Atavisme qui tue (Jungle Woman) de Reginald Le Borg : Paula Dupree
- 1944 : Les Yeux d'un mort (Dead Man's Eyes) de Reginald Le Borg : Tanya Czoraki
- 1946 : Tarzan et la Femme léopard (Tarzan and the Leopard Woman) de Kurt Neumann : Lea
- 1951 : L'Épée de Monte Cristo (The Sword of Monte Cristo) de Maurice Geraghty : Felice
- 1951 : Lost Continent de Sam Newfield : Une fille autochtone
- 1951 : Une vedette disparaît (Callaway Went Thataway) de Melvin Frank et Norman Panama : Une fille autochtone
- 1953 : Sergent la Terreur (Take The High Ground) de Richard Brooks : Une fille de bar

### Sortie en DVD
- 1990 : The Legend of Grizzly Adams